# Sisters with Voices
Sisters with Voices är en amerikansk, platinasäljande R&B-trio bättre känd som enbart SWV bestående av Cheryl "Coko" Clemons, Tamara "Taj" Johnson-George och Leanne "Lelee" Lyons. Tillsammans härstammar de från New York och grundades som en gospelgrupp år 1990.
Gruppens debutalbum It's About Time släpptes den 27 oktober 1992. Skivan blev en nationell som såväl en internationell succé som nådde topp-tio i USA och Nya Zeeland samt topp-tjugo i Kanada och Storbritannien. Albumet certifierades trippelplatina i USA, mottog elva Billboard Music Awards och sålde över 12,5 miljoner kopior internationellt. It's About Time framhävde en lång rad topp-tio hits. Däribland "I'm So Into You", "Weak", "Right Here/Human Nature" och "Downtown". Efter att ha ådragit sig stor kommersiell status, kom nästa stora R&B-hit våren 1994. "Anything" spelades in som filmmusik till Above the Rim och klättrade till en fjärde plats på USA:s Hot R&B/Hip-Hop Songs. Detta blev gruppens femte topp-tio hit på rad.
Efter ett års uppehåll släpptes gruppens högt förväntade andra studioalbum New Beginning år 1996. Albumet certifierades återigen platina i USA av RIAA (Recording Industry Association of America). Skivans ledande singel; "You're the One" blev en R&B-etta och andra singeln "Use Your Heart" blev en topp-tio hit. Följande år kom albumuppföljaren Release Some Tension. Skivan sålde mindre än tidigare och certifierades med guldstatus. Den Timbaland-komponerade singeln "Can We" blev en topp-fyrtio singel medan "Someone" nådde en topp-tio position på USA:s R&B-lista.
År 1998 upplöstes gruppen och sångerskorna började med solo-projekt som nådde minimala framgångar under 00-talet. År 2005 förenades trion igen. 
SWV rankas på en 100:e plats över de "Topp 500 framgångsrikaste artisterna över de 25 gångna åren" och ses som en av de framgångsrikaste 1990-tals grupperna genom tiderna.

## Diskografi
Studioalbum
- 1992 – It's About Time
- 1996 – New Beginning
- 1997 – Release Some Tension
- 2012 – I Missed Us

Övriga album
- 1994 – The Remixes (Remix-EP)
- 1999 – Greatest Hits (RCA) (Samlingsalbum)
- 1999 – Greatest Hits (Simitar) (Samlingsalbum)
- 2001 – Best of SWV (Samlingsalbum)
- 2003 – Platinum & Gold Collection (Samlingsalbum)
- 2004 – The Encore Collection (Samlingsalbum)